# NET Playhouse
NET Playhouse è una serie televisiva statunitense trasmessa per la prima volta nel corso di 6 stagioni dal 1966 al 1972.
È una serie di tipo antologico in cui ogni episodio rappresenta una storia a sé prodotta e trasmessa dalla National Educational Television (NET). Tra gli interpreti: René Auberjonois, George Voskovec, Frances Sternhagen, Carmen Mathews, Gary Merrill.

## Produzione
La serie fu prodotta da National Educational Television.

### Registi
Tra i registi sono accreditati:
- Paul Bogart
- Stuart Burge
- Jack Landau
- Joe Layton
- Lindsay Anderson
- William Francisco
- Paul Sills
- Fred Barzyk
- Melwyn Breen
- Arthur Barron
- Marc Daniels
- Lane Slate

## Distribuzione
La serie fu trasmessa negli Stati Uniti dal 7 ottobre 1966 al 25 maggio 1972 sulla rete televisiva della National Educational Television.

## Episodi
| Stagione         | Episodi | Prima TV USA |
| ---------------- | ------- | ------------ |
| Prima stagione   | ?       | 1966-1967    |
| Seconda stagione | ?       | 1967-1968    |
| Terza stagione   | ?       | 1968-1969    |
| Quarta stagione  | ?       | 1969-1970    |
| Quinta stagione  | ?       | 1970-1971    |
| Sesta stagione   | ?       | 1970-1972    |